# Lago Kandrykul'
Il lago Kandrykul' (in russo  Кандрыкуль?) è il secondo più grande lago della Baschiria, in Russia, situato nel distretto Tujmazinskij.
Si trova 25 chilometri a sud-est della città di Tujmazy, capoluogo del distretto, e poco a sud del villaggio di Kandry. Il lago è di origine carsica; è d'acqua dolce, leggermente alcalina e altamente trasparente.  Nel lato nord-ovest del lago si trova l'isola di Utrau. È classificato come sito naturale protetto, intorno al lago è stata creata un'area naturale: il parco naturale «Kandry-Kul'». Sulle sue rive sono stati creati dei centri ricreativi.
La strada M5 «Ural» corre lungo la sponda settentrionale.